# San Andrés (Tungurahua)
San Andrés ist eine Ortschaft und eine Parroquia rural („ländliches Kirchspiel“) im Kanton Santiago de Píllaro der ecuadorianischen Provinz Tungurahua. Die Parroquia besitzt eine Fläche von 52,96 km². Die Einwohnerzahl lag im Jahr 2010 bei 11.200. Die Parroquia San Andrés wurde am 7. Juli 1869 gegründet.

## Lage
Die Parroquia San Andrés liegt im Anden-Hochtal von Zentral-Ecuador im Norden der Provinz Tungurahua. San Andrés liegt auf einer Höhe von 2870 m 4,2 km nordnordöstlich von Píllaro. Im Westen wird das Verwaltungsgebiet von der Schlucht des nach Süden strömenden Río Patate (Río Cutuchi) begrenzt.
Die Parroquia San Andrés grenzt im Westen und im Norden an die Provinz Cotopaxi mit den Parroquias Panzaleo und San Miguel de Salcedo (beide im Kanton Salcedo), im Osten an die Parroquia San José de Poaló, im Süden an die Stadt Píllaro sowie im Südwesten Presidente Urbina.